# Pelasgo
Pelasgo es el nombre de varios personajes de la mitología griega, que hacen referencia a los pelasgos, uno de los primeros pueblos que habitaron Grecia. Así, en cada región se atribuía una genealogía distinta a los héroes epónimos locales con el fin de enlazarlos con Pelasgo y dar una visión histórica de su origen común:
- Pelasgo era, para los arcadios, un hijo de Gea, la Tierra, que fue el primer hombre que habitó en la Arcadia.
- Pelasgo, era, según los argivos, hijo de Foroneo y Europa, o de Triopas, rey de Argos, y Sois, siendo entonces hermano de Iasos, Agénor y Janto y padre de Larisa e Hipotonoo.
- Pelasgo era, para los tesalios, el padre de Cloro y abuelo de Hemón, o padre de este directamente y abuelo por tanto de Tésalo, el epónimo de la región. También se le decía hijo de Poseidón y Larisa, y fundador de la Argos tesalia.

Otros personajes míticos con el mismo nombre y sin la connotación de epónimos de los pelasgos:
- Pelasgo, un hijo de Ínaco y Melia, que fue padre de Licaón y de Hesíodo con la oceánide Melibea, la ninfa Cilene o con Deyanira, dependiendo de las versiones.
- Pelasgo, un hijo de Licaón, nieto por tanto del anterior.
- Pelasgo, un hijo de Arcas, biznieto de Licaón.
- Pelasgo, o Pelagonte según Diodoro, uno de los dos hijos varones de Asopo y Metope. Fue el padre de Ismeno, el héroe que dio nombre al río beocio.
- Pelasgo, nombre del rey de Argos que, en Las suplicantes de Eurípides, acogió a Dánao y a sus hijas. En otras fuentes es llamado Gelanor.

- Datos: Q21181578